# Theodore-Roosevelt-Nationalpark

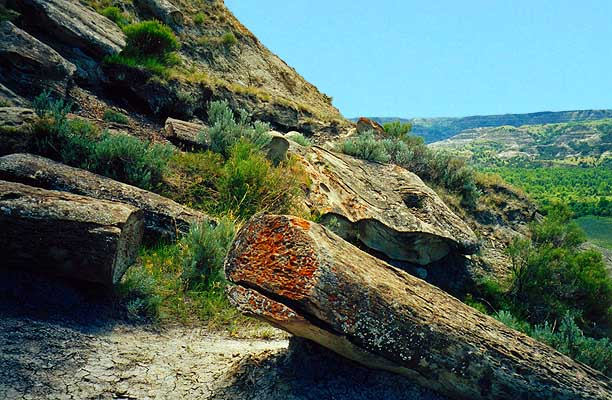
Versteinerte Bäume im nördlichen Teil des Theodore-Roosevelt-Nationalparks

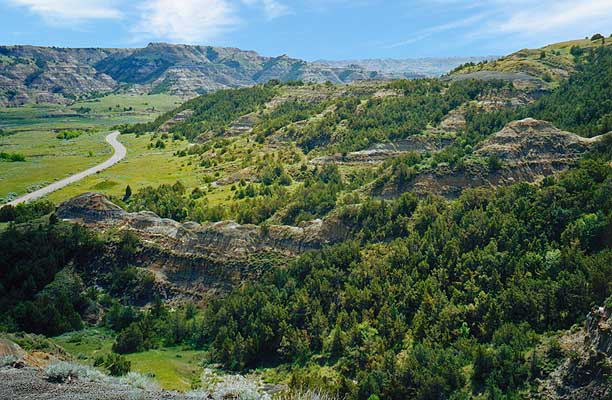
Canyon im nördlichen Teil des Theodore-Roosevelt-Nationalparks

Der Theodore-Roosevelt-Nationalpark ist ein Nationalpark in den USA. Er besteht aus durch Erosion geprägten Landschaften (Ödland, Badlands) und Prärie im Westen von Nord-Dakota und ist entlang des Little Missouri River in drei Teile getrennt. 
Neben der außergewöhnlichen Landschaft wurde der Nationalpark auch zu Ehren von Theodore Roosevelt eingerichtet, dem 26. Präsidenten der Vereinigten Staaten, der im Parkgebiet eine Ranch unterhielt.
Der am 10. November 1978 gegründete Nationalpark ist 285 km² groß. Die zwei Hauptteile sind etwa 130 km voneinander entfernt. In einer etwas abgelegenen Sektion des Parks liegen die Überreste der 1884 von Theodore Roosevelt aufgebauten Elkhorn Ranch. Die drei Teile des Parks sind von der Prärie des Little Missouri National Grassland umgeben. 
In den 1950er Jahren wurde der  Amerikanische Bison wieder in der Region angesiedelt. Außerdem leben Mustangs, Gabelböcke, Präriehunde und Kojoten im Park. Die Zahl der Mustangs wird durch das Einfangen überzähliger Tiere auf einem konstanten Bestand von etwa 70 bis 110 Tieren gehalten. Die Zahl der Bisons wird ebenfalls reguliert. Man beschränkt den Bestand auf 200–400 Tiere im Südteil und 100–300 im Nordteil. Als Teil der Szenerie, die Theodore Roosevelt so schätzte, wird eine Herde von Longhorn-Rindern gehalten.
Theodore Roosevelt wurde aufgrund seiner Erfahrungen und Erlebnisse in der Region, beispielsweise der starken Dezimierung des Bisons und den Folgen von Überweidung, ein Anhänger des Naturschutzes. Er gründete während seiner Präsidentschaft 5 Nationalparks, 18 National Monuments, 51 National Wildlife Refuges und den US Forest Service mit 108 Nationalforsten. 